# Kretische Zistrose
Die Kretische Zistrose (Cistus creticus) ist eine Pflanzenart  aus der Gattung der Zistrosen (Cistus) in der Familie der Zistrosengewächse (Cistaceae).

## Beschreibung
Die Kretische Zistrose ist ein Zwergstrauch, der Wuchshöhen von 30 bis 100, selten bis 150 Zentimeter erreicht. Die Äste sind dicht weißlich behaart und klebrig-drüsig. Die gegenständigen und sitzenden, ganzrandigen Laubblätter sind eiförmig bis verkehrt-eiförmig oder elliptisch, messen 15 bis 25 (bis 50) × 8 bis 15 (bis 30) Millimeter und sind 3 bis 15 Millimeter lang gestielt, grün bis graugrün und fiedernervig. Sie sind behaart und drüsig. Die Nervatur ist auf der Oberseite eingeprägt und unterseits erhaben.
Die zwittrigen, fünfzähligen, gestielten Blüten mit doppelter Blütenhülle erreichen einen Durchmesser von 4 bis 6 Zentimeter und stehen einzeln oder bis zu siebt in doldenähnlichen Blütenständen. Die ungleichen Kelchblätter sind eiförmig, schmal zugespitzt bis spitz und mehr oder weniger behaart. Die fünf dachigen und breit verkehrt-eiförmigen Kronblätter mit gelbem bis weißem Zentrum sind purpurlich-rot oder dunkelrosa gefärbt und zerknittert. Der oberständige Fruchtknoten ist dicht behaart. Der Griffel mit breiter, kopfiger Narbe ist etwas kürzer wie die vielen kurzen Staubblätter. Die Blütezeit reicht von Dezember bis Juni.
Es werden kleine, fünfklappige, lokulizidale und vielsamige, dicht behaarte, holzige Kapselfrüchte im beständigen Kelch gebildet. Die rötlich-braunen, glatten und harten Samen sind etwa 1 Millimeter groß.
Die Chromosomenzahl beträgt 2n = 18.

## Vorkommen
Das Verbreitungsgebiet erstreckt sich nahezu über den gesamten Mittelmeerraum mit Ausnahme der Iberischen Halbinsel. Generell tritt diese Art im Westen seltener auf.
Die Kretische Zistrose besiedelt Garigues und Macchien sowohl auf Kalk- als auch auf Silikatgestein. Auf Kreta kommt sie in Höhenlagen von 0 bis 1200 Meter vor.

## Systematik
Der Name Cistus creticus wurde 1759 von Carl von Linné in der 10. Auflage von Systema Naturae erstveröffentlicht.
Cistus creticus wird in folgende Unterarten untergliedert:
- Cistus creticus subsp. corsicus (Loisel.) Greuter & Burdet:
Die Laubblätter ähneln subsp. eriocephalus. Die Kelchblätter besitzen wenige lange Haare, die die Sternhaare nicht verdecken. Die Stängel und die Blütenstiele sind sternhaarig.[7]
- Cistus creticus subsp. creticus:
Die Laubblätter sind nicht länger als 25 Millimeter und am Rand deutlich krauswellig.[7] Die ganze Pflanze ist klebrig-drüsig (vgl. Ladanaum) und aromatisch.[8]
- Cistus creticus subsp. eriocephalus (Viv.) Greuter & Burdet:
Die Laubblätter sind länger als 25 Millimeter und am Rand flach. Die Kelchblätter besitzen zahlreiche lange Haare, die die Sternhaare verdecken. Die Stängel und die Blütenstiele sind dicht weißzottig.[7]

## Synonyme für die Kretische Zistrose
- Homotypic
  - Cistus incanus subsp. creticus (L.) Heywood, Feddes Repert. 79: 60 (1968).
  - Cistus incanus var. creticus (L.) Parl., Fl. Ital. 5: 575 (1873).
  - Cistus villosus subsp. creticus (L.) Nyman, Consp. Fl. Eur. 70 (1878).
  - Cistus villosus var. creticus (L.) Boiss., Fl. Orient. 1: 437 (1867).
  - Cistus polymorphus f. creticus (L.) Batt. in Battandier & Trabut, Fl. Algerie Dicot.: 88 (1888).
  - Cistus polymorphus var. creticus (L.) Ball, Spicil. Fl. Marocc. [Ball]: 342 (1877).

- Heterotypic
  - Cistus villosus f. albus O.E.Warb., J. Roy. Hort. Soc. 55: 239 (1930).
    - Cistus creticus f. albus (O.E.Warb.) Demoly, Bull. Assoc. Parcs Bot. France 45: 47 (2008).

  - Cistus complicatus Spruner ex Nyman, Consp. Fl. Eur. 70 (1878), non Lam., Encycl. 2(1): 14 (1786).
  - Cistus cousturieri Sennen, Monde Pl. 32(191): 31 (1931), pro hybr.
  - Cistus cupanianus J.Presl in C. Presl, Fl. Sicul. 1: 117 (1826).
  - Cistus villosus var. dalmaticus H.Lindb., Iter Austr. Hung. 74 (1906).
    - Cistus creticus var. dalmaticus (H.Lindb.) Greuter in Greuter & Rech.f., Boissiera 13: 54 (1967).

  - Cistus dunalianus Sweet, Hort. Brit. 34 (1826).
  - Cistus eriocephalus Viv., Fl. Cors. Prodr. 8 (1824).
  - Cistus creticus f. flavus Demoly, Bull. Assoc. Parcs Bot. France 45: 47 (2008).
  - Cistus garganicus Ten., Ind. Sem. Hort. Neap., 1829: 15 (1829).
  - Cistus incanus Sm. in Sibth. & Sm., Fl. Graec. Prodr. 1(2): 363 (1809), Fl. Graeca 5: 76, t. 494 (1824), nom. illeg. non L., Sp. Pl. 1: 524 (1753).
  - Cistus philothei Sennen & Mauricio, Diagn. Nouv. Pl. Espagne Maroc: 179 (1936 publ. 1951) pro hybr.
  - Cistus polymorphus Willk., Icon. Descr. Pl. Nov. 2: 19 (1856), p.p., nom. illeg.
  - Cistus polymorphus var. leiocarpus Rouy & Foucaud, Fl. France 2: 261 (1895).
    - Cistus polymorphus f. leiocarpus (Rouy & Foucaud) Fiori in Fiori & Paol., Fl. Analitica d’Italia 1: 400 (1898).
    - Cistus polymorphus subvar. leiocarpus (Rouy & Foucaud) Briq., Prodr. Fl. Corse 2(2): 173 (1935).

  - Cistus polymorphus var. vulgaris Willk., Icon. Descr. Pl. Nov. 2: 22, tab. 81 fig. 1 (1856), nom. illeg.
  - Cistus ponticus Juz., Spisok Rast. Gerb. Fl. S.S.S.R. Bot. Inst. Vsesojuzn. Akad. Nauk 13: 79 (1955).
  - Cistus incanus var. reichenbachii Hochr., Annuaire Conserv. Jard. Bot. Geneve 7–8: 182 (1904).
  - Cistus riphienensis Pau, Bol. Soc. Ibér. Ci. Nat. 31(10): 97 (1932 publ. 1934), pro hybr.
  - Cistus rotundifolius Sweet, Cistineae tab. 75 (1826).
    - Cistus villosus var. rotundifolius (Sweet) Grosser, Pflanzenr. 14: 16 (1903).

  - Cistus vinyalsii Sennen, Diagn. Nouv. Pl. Espagne Maroc: 179 (1936 publ. 1951) pro hybr.
  - Cistus vulgaris Spach, Ann. Sci. Nat., Bot. sér. 2, 6: 368 (1836).
  - Cistus villosus L., Sp. Pl. ed. 2: 736 (1762) (als “Cistus pilosus”, siehe L., Gen. Pl. ed. 6: pag. ult. 1764.).
    - Cistus incanus subsp. villosus (L.) Murb., Lunds Univ. Arsskr. 33: 13 (1897).
    - Cistus incanus var. villosus (L.) Fiori in Fiori & Paol., Fl. Analitica d’Italia 1: 400 (1898).
    - Cistus polymorphus proles villosus (L.) Samp., Ann. Sci. Acad. Polytechn. Porto 4: 63 (1909), nom. illeg.
    - Cistus polymorphus subsp. villosus (L.) Willk., Icon. Descr. Pl. Nov. 2: 22 (1857), nom. superfl.
    - Cistus vulgaris var. villosus (L.) Spach, Hist. Nat. Vég. 6: 87 (1838), nom. superfl.
    - Cistus villosus var. genuinus Boiss., Fl. Orient. 1: 437 (1867), p.p., nom. inval.

## Verwendung

### Tee
Eine Varietät von Cistus creticus wird in Griechenland und in Mitteleuropa als Haustee verwendet. Auch für die Antike ist die Verwendung – neben den medizinalen Anwendungen – als Gebrauchstee nachgewiesen. Zur inneren Anwendung wird Zistrose als Aufguss oder als Dekokt getrunken. In stärkerer Dosierung kann dies auch äußerlich angewendet werden.

### Verwendung als Heilpflanze

#### Traditionelle Anwendung
Die in den Blättern von Cistus creticus enthaltenen Polyphenole (Gerbstoffe wie Ellagitannine und Proanthocyanidine sowie Flavonoide) haben eine adstringierende Wirkung. Auszüge daraus werden daher volksmedizinisch zur Behandlung von Hautkrankheiten und Durchfall verwendet.

#### Untersuchungen über antivirale Wirkung
Darüber hinaus wird Cistus creticus eine antivirale Wirkung zugesprochen.
So zeigte ein standardisierter Zistrosen-Extrakt in vitro (in Zellkulturen) und im Tierversuch eine antivirale Wirkung, darunter auch gegen verschiedene Influenzaerreger, wobei der antivirale Effekt durch eine – reversible – physikalische Interaktion des Extrakts mit Proteinen von Virusoberflächen zustande kommen soll. Studien zur therapeutischen Wirksamkeit bei viralen Infekten weisen hingegen abweichende Ergebnisse auf und werden unter Pharmakologen und Medizinern diskutiert.
Im Jahr 2016 von Wissenschaftlerinnen am Helmholtz Zentrum München publizierte Forschungen zeigten, dass Extrakte aus Cistus creticus in vitro sogar lebensbedrohliche Viren wie das Ebolavirus inaktivieren und deren Vermehrung unterbinden können.

#### Anwendung bei Borreliose
Positive Erfahrungsberichte aus Selbsthilfegruppen von Borreliosepatienten über erhebliche Schmerzlinderung nach der Einnahme von Cistus-creticus-Blattzubereitungen regten Forscher am pharmazeutischen Institut der Universität Leipzig zu Untersuchungen an, die in vitro durch Extrakte aus Cistus creticus starke Wachstumshemmung bei Borrelien nachwiesen.

### Allgemeine Kritik
Studien bis ins Jahr 2009 wiesen angeblich nur bei äußerlicher Anwendung eine Wirkung auf verschiedene Krankheitserreger nach, entweder in vitro oder im Pflanzenschutz. Von Kritikern wurde jedoch hervorgehoben, dass die dafür verantwortlichen Inhaltsstoffe, die polymeren Polyphenole, kaum bioverfügbar seien und daher eine therapeutische Anwendung bei Tier und Mensch lediglich – zum Beispiel mittels eines Aerosols – lokal wirksam sein könne, nicht aber bei peroraler Verabreichung systemisch, also für den gesamten Organismus.